# Anthurium bocainense
Anthurium bocainense là một loài thực vật có hoa trong họ Ráy (Araceae). Loài này được Cath. & Nadruz mô tả khoa học đầu tiên năm 2005.